# Magda Janssens
Magdalena Christina (Magda) Janssens (Antwerpen, 18 april 1884 - Amsterdam, 14 april 1973) was een toneel- en televisieactrice van Belgische afkomst. In totaal zou ze 72 jaar van haar leven als actrice actief zijn, waarin ze onder meer samenwerkte met Albert van Dalsum.

## Biografie
Er is weinig bekend over de jeugd van Janssens. Zij werd geboren in Antwerpen. In 1901 debuteerde zij als actrice en trad onder meer op in de Koninklijke Nederlandse Schouwburg in haar geboortestad. In 1906 trad zij in het huwelijk met Joseph Balleux, een uitbater van een herberg. Het echtpaar kreeg in 1910 een dochter. Janssen scheidde van haar man en vluchtte vanwege de Eerste Wereldoorlog in 1914 met haar dochter naar Nederland. In 1926 trouwde Janssens met  Max Hendricks, oud-burgemeester van Kerkrade. Naast haar werk als actrice was ze tussen 1926 en 1931 als docent verbonden aan de toneelschool in Amsterdam. Televisiebekendheid kreeg zij begin jaren 1960 door haar optreden als Oma Tingeling in de jeugdserie Mik & Mak.
Op haar tachtigste jaar kreeg zij een hartaanval, maar ondanks waarschuwingen van artsen bleef zij optreden. Zij stierf in 1973 op de avond van een optreden in De aannemer van toneelgezelschap Globe. Drie dagen na haar overlijden in 1973 werd ze bij haar man Max Hendricks (1881-1960) begraven op Begraafplaats Buitenveldert aan de Amsterdamse Fred. Roeskestraat.

## Toneeloptredens
Haar debuut was in 1901, toen ze de titelrol speelde in Roosje en de Veldwachter. Later dat jaar speelde zij de Koninklijke Nederlandse Schouwburg in Antwerpen. In 1909 trad zij op in Amsterdam in Kaatje van Paul Spaak. Vanaf 1915 was zij gedurende 10 jaar verbonden aan de Koninklijke Vereeniging Het Nederlandsch Tooneel. Zij speelde in Madame Sans-Gène, Danton’s dood, De duivel in de vrouw. Na de Tweede Wereldoorlog speelde Janssens bij het gezelschap Komedianten van Johan Kaart. Ook speelde ze bij Comedia van Cor Hermus, het Rotterdams Toneel en de Nederlandse Comedie.

## Filmografie
Janssens verscheen het eerst op film in de Belgische film De Witte (1934) van Jan Vanderheyden.
Onderstaande lijst is onvolledig.
- De Witte (1934) - Moeder
- Ratten in de val (1959)
- John Ferguson (1960) - Boerin Sarah Ferguson
- Fanfarella (1962) - Signorina Orsola
- Mik & Mak (1962) - Oma Tingeling (15 afleveringen)
- De brief van Fortunata (1964) - Fortunata Gutierrez
- Mens durf te leven (1965) - Spreekster (1 aflevering)
- Memorandum van een dokter (1965) - Tachtigjarige moeder (2 afleveringen)
- Jij en ikke (1965) - Mevrouw De Douairière
- Nocturne (1965) - Breg
- Lijmen (1970) - Mevrouw Lauwereyssen (onbekend aantal afleveringen)
- Kunt u mij de weg naar Hamelen vertellen, mijnheer? (1972) - Slik de heks (1 aflevering)

## Onderscheidingen
In 1926 ontving Janssens de Belgische Leopoldsorde. In 1947 werd zij benoemd tot ridder, en in 1964 bevorderd tot officier in de Orde van Oranje-Nassau. Daarnaast werd zij in 1955 benoemd tot ridder in de Belgische Kroonorde en in 1961 kreeg zij van de Paus de onderscheiding Pro Ecclesia et Pontifice.
De Magda Janssens Hoedenspeld is een doorgeefprijs voor acteurs/actrices, die een bijzondere bijdrage leveren aan het (solo)toneel. De eerste prijs werd in 1934 door Janssens uitgereikt aan Fie Carelsen.
- Biografisch Portaal: 20316423
- International Standard Name Identifier: 0000 0003 9419 4784
- Nederlandse Thesaurus van Auteursnamen: 125997000
- Virtual International Authority File: 288633566
- WorldCat: E39PBJxxh9kkQYg4VpKrvTCCwC